# Carex mediterranea
Carex Địa Trung Hải là một loài thực vật có hoa trong họ Cói. Loài này được C.B.Clarke ex Post mô tả khoa học đầu tiên năm 1896.